# Sead Hajrović
Sead Hajrović (Brugg, 4 giugno 1993) è un calciatore svizzero naturalizzato bosniaco, difensore del Düdingen.

## Biografia
È il fratello minore di Izet Hajrović, a sua volta calciatore.

## Carriera

### Club
Cresciuto nel Grasshoppers, nel 2009 si trasferisce all’Arsenal per 300.000 euro. Dopo una breve esperienza in prestito al Barnet, nel 2013 si svincola dai Gunners, facendo ritorno al Grasshoppers con un biennale. Quasi mai impiegato dal club di Zurigo, nel 2014 passa al Winterthur. Dopo due stagioni da protagonista, il 14 giugno 2016 firma con il Wohlen. Il 26 aprile 2018, in scadenza di contratto, si lega con un biennale al Winterthur.

### Nazionale
Dopo aver giocato con le nazionali giovanili svizzere, vincendo anche il Mondiale Under-17 del 2009, il 4 giugno 2013 debutta con la nazionale under-21 bosniaca, nell’amichevole pareggiata contro la Serbia. Una settimana più tardi esordisce in una partita ufficiale, in occasione della vittoria casalinga contro l’Albania, valida per le qualificazioni all'Europeo 2015.

## Statistiche

### Presenze e reti nei club
Statistiche aggiornate al 7 ottobre 2018.
| Stagione          | Squadra           | Campionato        | Campionato | Campionato | Coppe nazionali | Coppe nazionali | Coppe nazionali | Coppe continentali | Coppe continentali | Coppe continentali | Altre coppe | Altre coppe | Altre coppe | Totale | Totale | Totale |
| Stagione          | Squadra           | Comp              | Pres       | Reti       | Comp            | Pres            | Reti            | Comp               | Pres               | Reti               | Comp        | Pres        | Reti        | Pres   | Reti   |        |
| ----------------- | ----------------- | ----------------- | ---------- | ---------- | --------------- | --------------- | --------------- | ------------------ | ------------------ | ------------------ | ----------- | ----------- | ----------- | ------ | ------ | ------ |
| gen.-giu. 2012    | Barnet            | FL2               | 10         | 0          | FACup+CdL       | -               | -               | -                  | -                  | -                  | FLT         | 0           | 0           | 10     | 0      |        |
| 2013-2014         | Grasshoppers      | SL                | 2          | 0          | CS              | 0               | 0               | -                  | -                  | -                  | -           | -           | -           | 2      | 0      |        |
| 2014-2015         | Winterthur        | CL                | 33         | 0          | CS              | 2               | 0               | -                  | -                  | -                  | -           | -           | -           | 35     | 0      |        |
| 2015-2016         | Winterthur        | CL                | 34         | 0          | CS              | 3               | 0               | -                  | -                  | -                  | -           | -           | -           | 37     | 0      |        |
| 2016-2017         | Wohlen            | CL                | 29         | 2          | CS              | 2               | 0               | -                  | -                  | -                  | -           | -           | -           | 31     | 2      |        |
| 2017-2018         | Wohlen            | CL                | 29         | 1          | CS              | 1               | 0               | -                  | -                  | -                  | -           | -           | -           | 30     | 1      |        |
| Totale Wohlen     | Totale Wohlen     | Totale Wohlen     | 58         | 3          |                 | 3               | 0               |                    | -                  | -                  |             | -           | -           | 61     | 3      |        |
| 2018-2019         | Winterthur        | CL                | 10         | 0          | CS              | 2               | 0               | -                  | -                  | -                  | -           | -           | -           | 12     | 0      |        |
| Totale Winterthur | Totale Winterthur | Totale Winterthur | 77         | 0          |                 | 7               | 0               |                    | -                  | -                  |             | -           | -           | 84     | 0      |        |
| Totale carriera   | Totale carriera   | Totale carriera   | 147        | 3          |                 | 10              | 0               |                    | -                  | -                  |             | 0           | 0           | 157    | 3      |        |

## Palmarès

### Club

#### Competizioni nazionali
- Challenge League: 1

Yverdon: 2022-2023